# Вірменія у складі Російської імперії
Вірменія в складі Російської імперії: період в історії Вірменії з 1829 року, коли Східна Вірменія стала частиною Російської імперії, до 1918 року, коли була утворена Демократична Республіка Вірменія.

## Передісторія
Протягом ряду століть мешканці Східної Вірменії жили під владою Османської та Перської імперій. Постійні війни між цими двома імперіями призвели до руйнування багатьох вірменських міст і зробили життя вірменського населення нестерпним. Крім того, вірмени були християнами, у той час як турки і перси — мусульманами.
У 1678 році вожді вірменського народу таємно зібралися в Вагаршапаті (де знаходиться резиденція Католикоса всіх вірмен), і вирішили розпочати боротьбу за звільнення вірмен з-під іноземного гніту. У зв'язку з тим, що самостійно це було зробити неможливо, було вирішено шукати допомоги ззовні. Ісраел Орі, син вірменського меліка з Карабаху, об'їздив багато європейських столиць у пошуках підтримки вірменського визвольного руху, але помер в 1711 році, так і не побачивши здійснення мрії вірменського народу.
У 1720-х роках, через нашестя афганців, в Персії впала влада Сефевідів. Тахмасп II, син Солтан Хусейна, втік на північ Персії і там проголосив себе ханом. Його опорою стали Азербайджан і прикаспійські провінції країни. Картлійський цар Вахтанг VI, втративши будь-яку віру в можливість Тахмаспа II відновити владу, звернувся за допомогою до Російської імперії, у цей же час переговори з Росією вів і сам Тахмасп II, який розраховував на допомогу за рахунок поступки північних провінцій. Результатом став Перський похід Петра I, на боці Російської імперії виступили вірменські меліки Карабаху. Видатним лідером вірмен був Давід Бек.
За подіями в Персії уважно стежила Османська імперія. Як тільки влада Сефевідів впала, османи зробили активні дії, щоб захопити Закавказзя, Курдистан і інші області. Петро I, пам'ятаючи про невдачу у війні 1710—1713 років, не зважився на зіткнення з Османською імперією через Закавказзя, тому воїни Вахтанга VI, які зібралися разом з вірменськими загонами біля Гянджі, марно чекали приходу російських військ. Коли в 1723 році в Закавказзі вторглися османи, що захопили Єреван і Тбілісі, цар Вахтанг VI зі своїм оточенням був змушений емігрувати до Російської імперії. Вірмени Карабаху почали відчайдушну боротьбу з османами.
Тим часом до влади в Персії прийшов Надір-шах, який зумів вигнати османів з Персії. Мирний договір 1736 р. відновив довоєнний кордон між Перською і Османською імперіями. Проте після вбивства Надір-шаха в 1747 році Персія майже миттєво розпалася на практично незалежні ханства. Зокрема, у Східному Закавказзі з'явилися Ширванське ханство, Карабаське ханство, Ериванське ханство і т. д. Вірменські мелікства Карабаху і вірменське населення Закавказзя в цілому, побоюючись Османської імперії (а пізніше і Персії), бачили в Росії єдину християнську країну, здатну захистити їх від мусульманських владик.

## Приєднання Закавказзя до Російської імперії
За Георгіївським трактатом 1783 р. цар Картлі-Кахетинського царства Іраклій II "був прийнятий під заступництво Російської імперії". Його син, цар Георгій XII, в 1800 році звернувся до Петербурга з проханням про вступ в російське підданство. Поки воно обговорювалася, Георгій XII помер, а між його можливими наступниками почалася запекла боротьба за престол. У цій обстановці Олександр I Маніфестом від 12 вересня 1801 скасував Картлі-Кахетинське царство, приєднавши Грузію до Російської імперії. Слідом за цим під російський протекторат один за одним почали переходити різні закавказькі державні утворення. Під російським протекторатом вони зберігали колишній адміністративний устрій та судову систему, скасовувалися лише володіння, що вступили у збройну боротьбу з Петербургом. У ході російсько-перської війни 1804—1813 років Росія захопила практично всю територію Східної Вірменії, проте за Гюлістанським мирним договором повернула її Ірану.
Підкорення Закавказзя Російською імперією було завершено в перші роки правління Миколи I. За Туркманчайським договором, що завершив російсько-перську війну 1826—1828 років, до Російської імперії були приєднані Еріванське і Нахічеванське ханства, які об'єдналися у Вірменську область, куди переселилося близько 30 тисяч вірмен з Ірану. У результаті російсько-турецької війни 1828—1829 років владу Російської імперії над Закавказзям визнала і Османська імперія, а з її території до Росії переселилося близько 25 тисяч вірмен. Оскільки паралельно йшов процес переселення населення, що сповідувало іслам на території Османської та Перської імперій, то в результаті християни стали складати на території Східної Вірменії більшість.

## Встановлення російської влади
Генерал Єрмолов, призначений в 1816 році командиром окремого Грузинського (пізніше Кавказького) корпусу, а в 1819 році — головнокомандувачем на Кавказі, взяв курс на ліквідацію ханств Закавказзя. Зокрема, в 1822 році, після того, як Мехті Кулі-хан втік до Персії, в Карабаському ханстві було введено російське правління. Згодом у міру зміцнення влади Російської імперії над Кавказом у регіоні створювалася єдина російська цивільна адміністрація. У 1840-х роках в Закавказзі почали створюватися губернії за зразком Центральної Росії. У 1849 році Вірменська область була перетворена в Ериванську губернію.
Порушення традиційних зв'язків з мусульманським Сходом і зміцнення зв'язків з Російською імперією призвело до того, що молодь з числа християнських народів Закавказзя все частіше відправлялася завершувати свою освіту в університети Росії і навіть Західної Європи. Приміром, вірменський письменник і просвітитель Хачатур Абовян закінчив Дерптський університет. У Московському і Петербурзькому університетах навчався відомий вірменський публіцист Мікаел Налбандян.
Ще при генералові Ціціанові в Закавказзі почалась видаватися періодика російською і кавказькими мовами. Вірменські публіцисти друкували в Тифлісі спочатку газету «Кавказ» (1846—1847), потім «Арарат» (1850—1851), а починаючи з 1868 року — однойменний журнал в Ечміадзіні. У 1854—1864 роках у Москві видавався просвітницький вірменський журнал «Юсісапайл» («Північне Сяйво»).
У 1861 році Олександр II почав скасування кріпосного права в Російській імперії. У 1870—1871 році селянська реформа була проведена і в Східній Вірменії, де мала певне конфесійне забарвлення. Однією з побічних цілей реформи було прагнення держави спертися на місцевих християн як на можливих союзників проти мусульманського повстанства, тому колишнє кріпосне населення вірменських і грузинських сіл було повністю звільнено від райятскіх повинностей на користь місцевої мусульманської еліти.

## Російсько-турецька війна 1877—1878
Серед вірмен, що жили в Західній Вірменії, поступово зростало невдоволення османською владою, вони бажали, щоб Російська імперія звільнила їх від османів. Тому, коли Російська імперія оголосила війну Османській імперії, вірменське населення Османської імперії активно допомагало російським військам на Кавказькому театрі бойових дій. Хоча Сан-Стефанський мирний договір і не віддав Російській імперії всю Західну Вірменію, але його 16-я стаття зобов'язувала османський уряд здійснити реформи по відношенню до вірменського населення. Однак Велика Британія та Австро-Угорщина, незадоволені успіхами Російської імперії, домоглися перегляду умов мирного договору на Берлінському конгресі. По Берлінському трактату Російська імперія отримала з вірменських територій лише Ардаган і Карс, а стаття 16 замінялася статтею 61, що стосується не всього вірменського населення, а лише територій вірменських провінцій Османської імперії.

## Правління Олександра III
Після вбивства царя-реформатора Олександра II, маятник російської внутрішньої політики хитнувся в протилежному напрямку. Новий цар, Олександр III, став проводити курс на створення високоцентралізованої бюрократичної держави. Був змушений подати у відставку міністр внутрішніх справ, вірменин за походженням граф Лоріс-Меліков, так як запропонований ним проект реформи устрою країни (т. зв. «Конституція Лоріса-Мелікова») була піддана різкій критиці на засіданні Ради міністрів. У рамках нової державної політики володаря, на Кавказі генерал Дондуков-Корсаков взяв курс на русифікацію: у шкільній освіті вірменська мова стала витіснятися російською, почалися утиски Вірменської церкви.
У кінці XIX століття в Західній Європі склалася кавказька революційна еміграція, з'явилися перші політичні партії. Мікаел Налбандян особисто познайомився в Лондоні з Герценом, брав участь в розповсюдженні забороненого в Російській імперії журналу «Дзвін». На честь цього журналу дістала свою назву «Гнчакян» («Гнчак» в перекладі з вірменської означає «дзвін») вірменська націоналістична партія, заснована в 1887 році в Женеві. Подібно російським революціонерам-народникам, партія вважала терор основним засобом революційної боротьби; за допомогою терактів і організації повстань в османській частині Західної Вірменії вона мала намір домогтися створення незалежної Вірменії. За самостійну вірменську державу на Кавказі виступала також створена в той же час партія Дашнакцутюн.

## Правління Миколи II
Микола II, що зійшов на престол в 1894 році, продовжив політику свого батька. У 1896 році володарем на Кавказі було призначено генерал Голіцина, що продовжив політику утиску національних меншин — зокрема, вірмен. Ці утиски викликали зростання вірменського націоналізму. Після того, як з ініціативи Голіцина було конфісковано майно Вірменської церкви, священнослужителі також почали підтримувати націоналістів. Вірменські націоналісти почали терор проти представників російської влади на Кавказі, і навіть зуміли поранити самого Голіцина.
Аж до 1900-х років ні соціал-демократи, ні націоналістичні партії не мали особливого впливу на політичний розвиток Закавказзя. Ситуація різко змінилася в роки Першої російської революції (1905—1907). Під час російсько-японської війни більша частина російських військ з Кавказу була відправлена на фронт у Маньчжурію, і великі міста Закавказзя вперше відчули жахи безвладдя і політичного терору. У 1905 році почалися криваві вірменські погроми і різанина в Баку, Шуші, Нахічевані, Єревані, Єлизаветполі та інших місцях зі змішаним християно-мусульманським населенням. Для заспокоєння ситуації на Кавказі Микола II був змушений замінити Голіцина на графа Воронцова-Дашкова.

## Перша світова війна і здобуття незалежності
Перша світова війна призвела до зближення російських властей і вірменських лідерів, тому що основний противник Російської імперії — Німецька імперія — був союзником Османської імперії, що була історичним ворогом вірмен. З початком бойових дій вірменські частини були відправлені на Німецький фронт. Коли стало ясно, що у війну ось-ось вступить і Османська імперія, граф Воронцов-Дашков почав створення вірменських добровольчих формувань для дій в Закавказзі в разі війни проти османів.
Наступ російських військ на Кавказькому фронті в 1915 році за підтримки місцевого вірменського населення призвело до подій, відомих як «геноцид вірмен». Частина вірмен, що проживали на території Османської імперії, взялася за зброю заради самозахисту. Після оборони Вана на території Західної Вірменії був утворений Вірменський тимчасовий уряд.
Після Лютневої революції 1917 року Кавказьке намісництво було перетворено Тимчасовим урядом до Особливого Закавказького Комітету. З літа 1917 року почався розвал Кавказької армії. Піхотні частини самовільно залишали позиції і відправлялися в тил; козачі частини організовано йшли на Кубань і Терек. Вірменські збройні формування намагалися замінити російські частини на фронті, але без підтримки з Росії вони не могли протистояти регулярним османськими частинам.
Після Жовтневого перевороту Закавказький комітет був замінений на Закавказький комісаріат. 5 (18) грудня між російськими і османськими військами було укладено так зване Ерзінджанське перемир'я. Це призвело до масового відходу російських військ із Західної Вірменії на територію Росії. Османським силам в Закавказзі протистояли лише кілька тисяч кавказьких добровольців під командою двохсот офіцерів. Ще при Тимчасовому уряді, до середини липня 1917 року, на Кавказькому фронті за пропозицією вірменських громадських організацій Санкт-Петербурга і Тіфліса було створено 6 вірменських полків. До жовтня 1917 року тут діяли вже 2 вірменські дивізії. 13 грудня 1917 новий головнокомандувач Кавказьким фронтом генерал-майор Лебединський утворив добровольчий вірменський корпус, командувачем якого був призначений генерал Фома Назарбек. На прохання Вірменської національної ради особливим комісаром при головнокомандуючому Назарбекові був призначений «генерал Дро». Пізніше у вірменський корпус увійшла також західновірменська дивізія під командуванням Андраніка.
На початку лютого 1918 Закавказький комісаріат скликав у Тифлісі Закавказький сейм. 22 квітня 1918 Закавказький сейм проголосив створення Закавказької Демократичної Федеративної Республіки. Ця держава проіснувала всього місяць, і розділилася на три, в результаті чого утворилися Грузинська Демократична Республіка, Азербайджанська Демократична Республіка і Демократична Республіка Вірменія.